# Contea di Liangshan
La contea di Liangshan (梁山县S, Liángshān XiànP) è una contea della Cina, situata nella provincia dello Shandong e amministrata dalla prefettura di Jining.